# Brantville (Virginia Occidental)
Brantville es un área no incorporada ubicada dentro del Distrito Central, una división civil menor del condado de Greenbrier, Virginia Occidental, Estados Unidos. Está catalogada como un asentamiento humano por la Junta de Nombres Geográficos de los Estados Unidos.
El número de identificación (ID) asignado por el Servicio Geológico de Estados Unidos es 1553966.

## Geografía
Se encuentra a una altitud de 703 metros sobre el nivel del mar (2307 pies) según el conjunto de datos de elevación nacional.